# Seznam čeških inženirjev
Seznam čeških inženirjev.

## B
- Pavel Beneš

## G
- František Josef Gerstner

## H
- Ivan M. Havel (1938-2021)
- Václav Havlíček (1943-)
- Jan Vladimír Hráský
- Pavel Hrubeš

## J
- František Janeček (1878-1941)
- Karl Guthe Jansky

## K
- Václav Klement
- Jiří Jaromír Klemeš
- Jan Kolář (1868-1958)
- Alois Král (češko-slovenski gradbenik)
- František Křižík (1847-1941)
- Václav Král?

## L
- Václav Laurin & Václav Klement = Škoda

## M
- Frank Malina
- Jaroslav Mašek

## N
- Josef Neumann
- Mirko Novák (1930–2020)

## P
- Pavel Pavel
- Emil Pelikán
- Jan Perner

## R
- Josef Ludvík František Ressel
- Jan Rybář (1833-1913)

## S
- Miroslav Svítek

## Š
- Emil Škoda
- Ignác Šustala

## V
- Zdeňek Votruba